# شو تاكاجي
شو تاكاجي (باليابانية: 高木 駿) (22 مايو 1989 في فوجيساوا في اليابان – )؛ هو لاعب كرة قدم ياباني سابق كان يلعب كحارس مرمى.

## وصلات خارجية
- شو تاكاجي على موقع رابطة كرة القدم اليابانية للمحترفين (اليابانية)
- شو تاكاجي على موقع قاعدة بيانات كرة القدم.إي يو (الإنجليزية)
- شو تاكاجي على موقع Soccerway.com (الإنجليزية)
- شو تاكاجي على موقع عالم كرة القدم.نت (الإنجليزية)